# Perleberg
Perleberg – miasto w Niemczech w kraju związkowym Brandenburgia, nad rzeką Stepenitz, siedziba powiatu Prignitz. W 2023 roku liczyło 12 026 mieszkańców.

## Historia
Pierwsza wzmianka źródłowa dotycząca Perleberg pochodzi z roku 1239. Miasto zostało założone przez rodzinę Gansów, na początku XIII wieku przeszło w ręce margrabiów brandenburskich. W 1358 zostało członkiem Ligi Hanzeatyckiej, a w XV wieku było jednym z najbogatszych miast w Brandenburgii. Kres świetności miasta spowodowały zniszczenia doznane podczas wojny trzydziestoletniej. W 1817 Perleberg został siedzibą powiatu Westprignitz. W 1860 roku miejscowość została siedzibą garnizonu, a w latach 1904–1909 wzniesiono nowe koszary cesarskie. W 1992 ostatnie jednostki wojsk dawnego Układu Warszawskiego opuściły miasto, a w 1997 teren garnizonu został ostatecznie zdemilitaryzowany wraz z opuszczeniem go przez batalion medyczny Bundeswehry.

## Osoby urodzone w Perlebergu
- Traugott von Jagow - pruski polityk
- Lotte Lehmann - sopranistka

## Współpraca zagraniczna
- Nadrenia Północna-Westfalia: Kaarst
- Szlezwik-Holsztyn: Pinneberg
- Polska: Szczawnica